# Jacques Delepaut
Jacques Delepaut est un footballeur français né le 11 septembre 1926 à Tourcoing (Nord) et mort le 13 octobre 1992 à Roubaix.
Il a évolué comme défenseur au CO Roubaix-Tourcoing et au Lille OSC, dans les années 1950.
Il assure l'intérim du poste d'entraîneur de Lille, de décembre 1958 à juin 1959.

## Palmarès
- International B